# Mientras dormías
Mientras dormías, cuyo título original en inglés es While You Were Sleeping, es una comedia romántica escrita por Daniel G. Sullivan y Frederic LeBow, dirigida por Jon Turteltaub y distribuida por Buena Vista International. Estrenada el 21 de abril de 1995 en Estados Unidos y el 24 de agosto, el 4 de septiembre y el 15 de septiembre del mismo año en Argentina, España y Colombia, respectivamente. Protagonizada por Sandra Bullock y Bill Pullman.
En general, recibió críticas excelentes por parte de la prensa especializada. Obtuvo una candidatura a los Globos de Oro en la categoría de mejor actriz de comedia o musical para Sandra Bullock. En taquilla, recaudó más de 182 millones de dólares internacionalmente habiendo tenido un presupuesto de 17 millones.

## Argumento
Lucy Eleanor Moderatz (Sandra Bullock) es una vendedora de billetes en una estación de metro de Chicago. Lucy vive sola con su gato y no tiene con quien pasar la Navidad, puesto que no tiene familia. Sin embargo en medio de esa monotonía de su vida existe una pequeña alegría, todos los días ve pasar a un hombre guapo, elegante y con un gran puesto de trabajo, Peter Callaghan (Peter Gallagher) y que jamás se ha fijado en ella. El sueño de Lucy es que puedan conocerse algún día.
Cuando él cae a la vía tras ser empujado por unos delincuentes Lucy acude en su ayuda, salvándole la vida, evitando que este sea arrollado por el tren. Después va a visitarlo al hospital donde está ingresado en estado de coma. En el hospital, no le dan información si no es familiar y tras un malentendido la familia de Peter, Ox (Peter Boyle), Elsie (Glynis Johns), Midge (Micole Mercurio) y el amigo de la familia Saul (Jack Warden) creen que ella es su prometida e invitan a Lucy a pasar la Navidad con ellos. Lucy no quiere decirles la verdad puesto que en ellos está encontrando ese amor familiar que tanto anhela y también está convencida de que hacerlo los afectaría muy severamente ya que la familia también se encariña demasiado con ella.
Así es como Lucy conoce a Jack Callaghan (Bill Pullman), hermano de Peter. Tras pasar mucho tiempo juntos, sin quererlo ambos se enamoran. Pero existe el problema de que supuestamente ella es la prometida de Peter. Ambos se resignan a dejar pasar su amor, ella sin atreverse a decirle la verdad a Jack y este resignándose porque es la encantadora y guapa futura esposa de su hermano mayor.

## Reparto

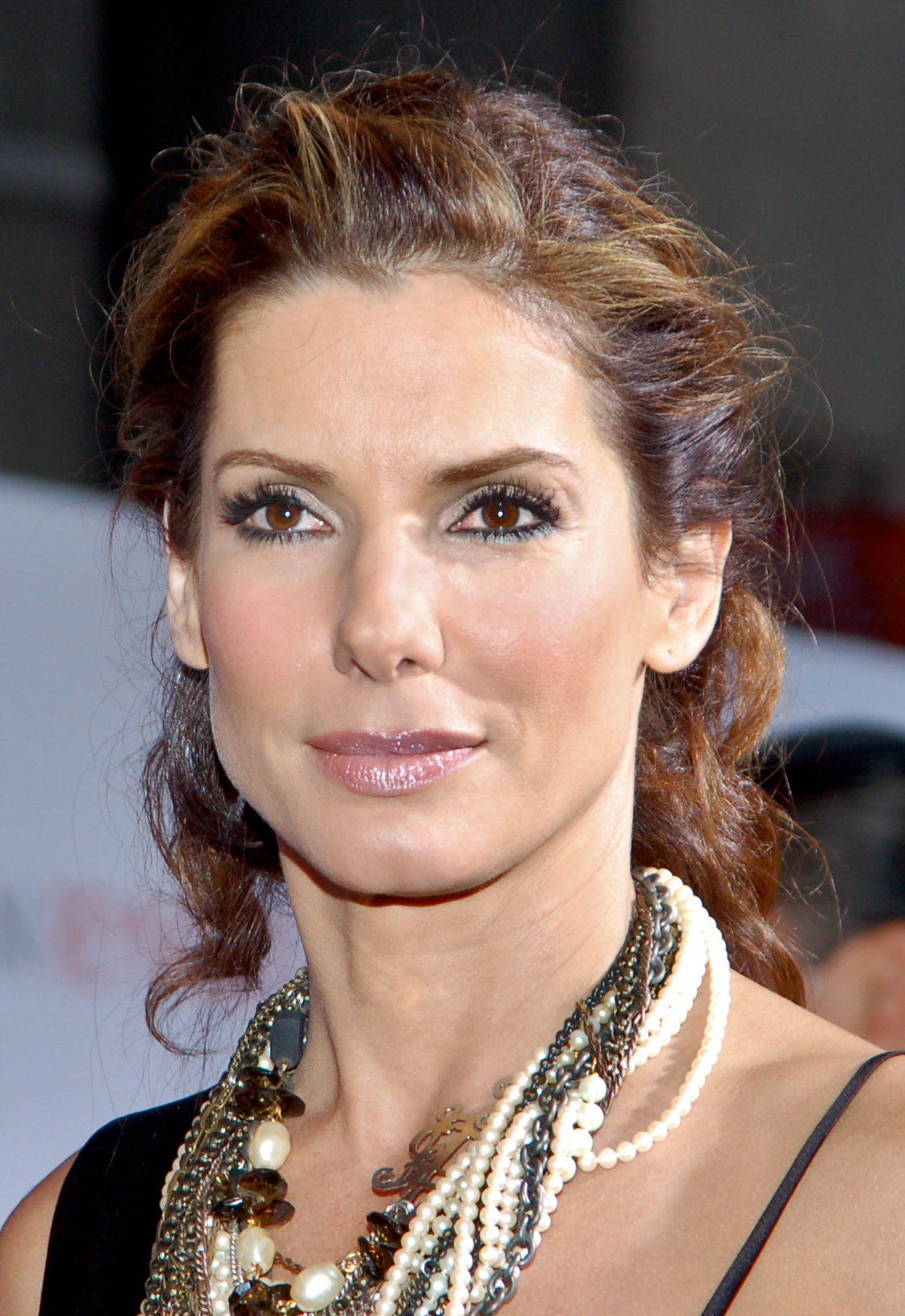
Sandra Bullock como Lucy.

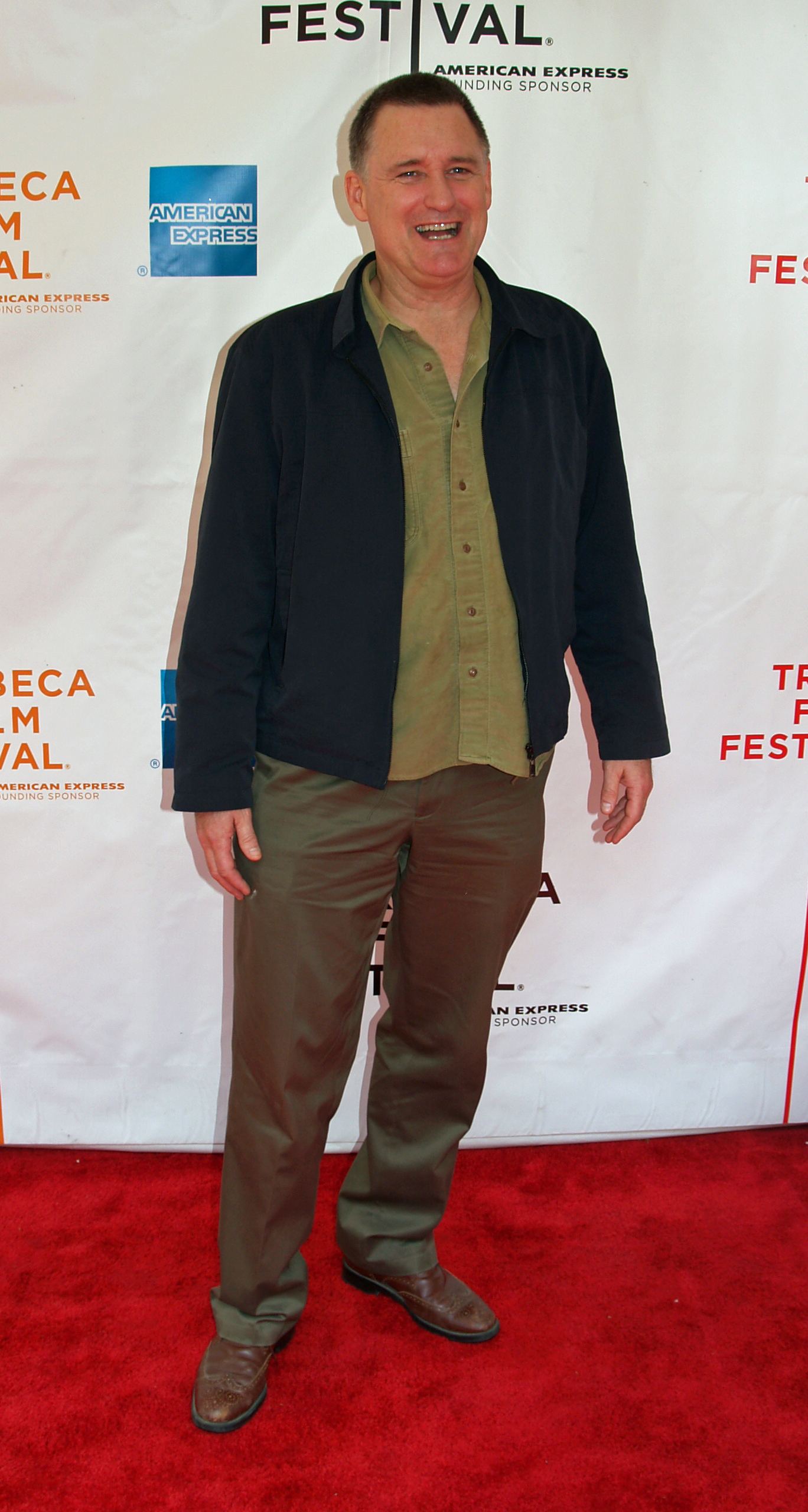
Bill Pullman como Jack.

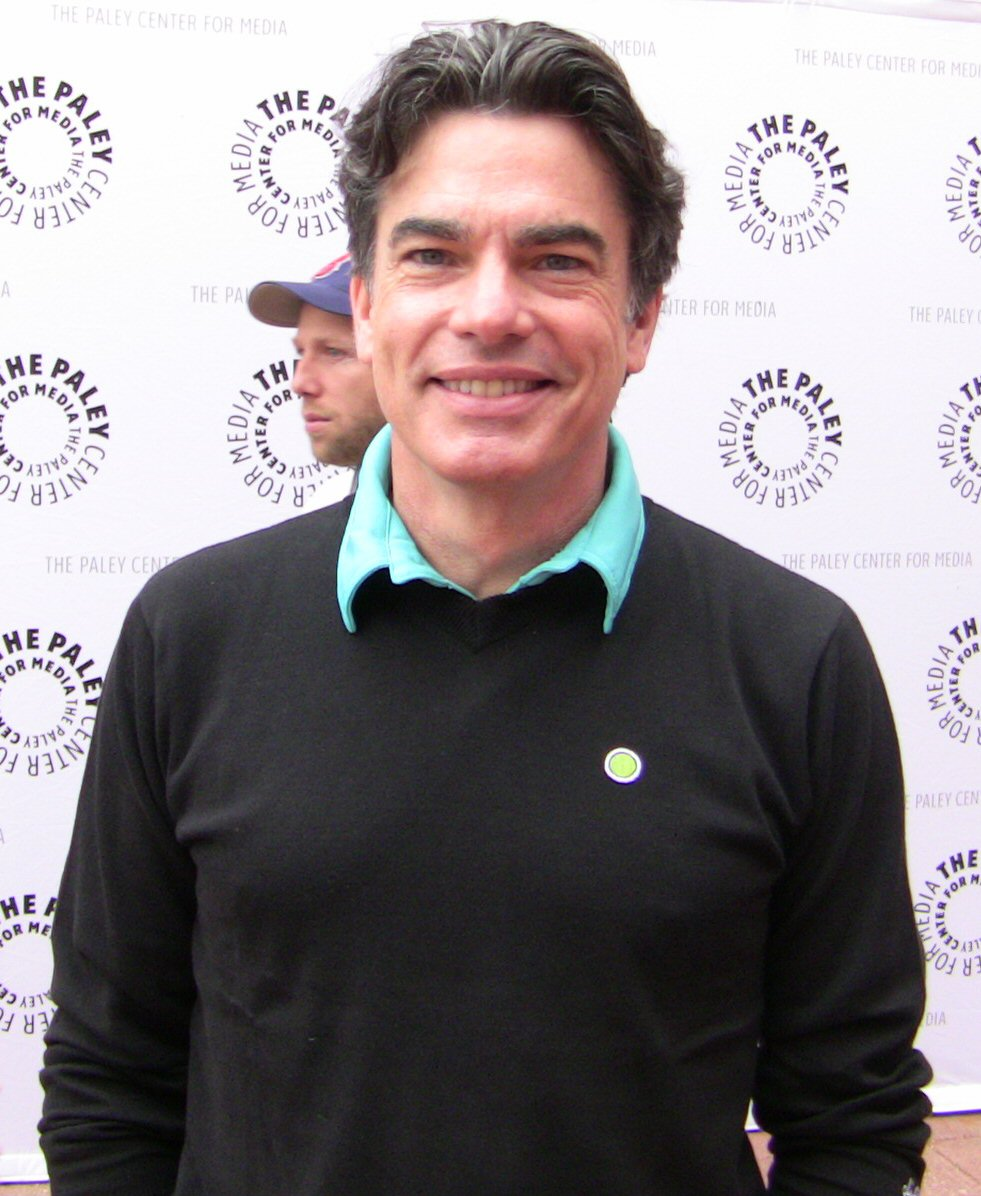
Peter Gallagher como Peter.

- Sandra Bullock como Lucy Eleanor Moderatz.
- Bill Pullman como Jack Callaghan.
- Peter Gallagher como Peter Callaghan.
- Peter Boyle como Ox Callaghan.
- Jack Warden como Saul Tuttle.
- Glynis Johns como Elsie.
- Micole Mercurio como Midge Callaghan.
- Jason Bernard como Jerry Wallace.
- Michael Rispoli como Joe Fusco Jr.
- Ally Walker como Ashley Bacon.
- Monica Keena como Mary Callaghan.

## Producción
Mientras dormías se rodó entre el 8 de octubre y el 14 de diciembre de 1994. Con un presupuesto estimado de 17 millones de dólares se rodó íntegramente en la ciudad de Chicago, Illinois, Estados Unidos. Diversas localizaciones de la ciudad aparecen en pantalla, tales como la estación del metro de Chicago Randolph/Wabash, Logan Boulevard, Portage Park o La Grange. En el guion original el personaje femenino era el que estaba en estado de coma y el personaje masculino el que se hacía pasar por su prometido. Sin embargo, esta idea no agradó a los ejecutivos de los estudios a la hora de interesarse para producir la película, por lo que se sugirió que se invirtieran los papeles. Una vez el guion fue reescrito por Daniel G. Sullivan y Frederic LeBow, este fue adquirido por Hollywood Pictures. El personaje de Lucy fue escrito pensando en que sería encarnado por Demi Moore, pero la actriz rechazó la oferta, recayendo finalmente en Sandra Bullock.

## Recepción

### Respuesta crítica
Según la página de Internet Rotten Tomatoes obtuvo un 86% de comentarios positivos, llegando a la siguiente conclusión: "Mientras dormías está creada a base de los ingredientes de una película familiar, pero está montada con tanta habilidad (y con una encantadora interpretación de Sandra Bullock) que da un magnífico resultado". El crítico cinematográfico Roger Ebert escribió para el Chicago Sun Times: "una película que te hace sentir bien, cálida y de buen corazón". Kevin Carr indicó que es "una clásica comedia romántica de Sandra Bullock". Según la página de Internet Metacritic, un sitio Web dedicado también a la recopilación de comentarios, obtuvo un 67% de comentarios positivos, lo que según los baremos utilizados por la Web equivale a críticas positivas. Richard Schickel señaló, en la revista Times, que "lo que es sorprendente es lo bien que Mientras dormías rescata el verdadero espíritu del cuento de hadas moderno. Una clásica comedia-romántica".

### Taquilla
Estrenada en 1.421 salas estadounidenses debutó en el número uno en la taquilla, con 9 millones de dólares, por delante de Bad Boys y Kiss of Death. Se mantuvo en dicha posición durante dos semanas consecutivas, incrementando sus ingresos en un 15%, acumulando 10 durante su segundo fin de semana. Recaudó en Estados Unidos 81 millones tras dieciséis semanas en cartel, y sumando lo acumulado en otros territorios la cifra de asciende a un total de 182 millones. El presupuesto invertido en la producción fue de aproximadamente 17 millones. Es el decimoquinto film más taquillero de 1995 en Estados Unidos y el decimosexto del mismo año internacionalmente.

### Premios
| Año  | Premio                 | Categoría                         | Persona(s)     | Resultado |
| ---- | ---------------------- | --------------------------------- | -------------- | --------- |
| 1996 | Premios Globos de Oro  | Mejor Actriz - Comedia o musical  | Sandra Bullock | Candidata |
| 1996 | American Comedy Awards | Actriz protagonista más divertida | Sandra Bullock | Candidata |
| 1996 | MTV Movie Awards       | Mejor actriz                      | Sandra Bullock | Candidata |
| 1996 | MTV Movie Awards       | Mujer más deseada                 | Sandra Bullock | Candidata |